# Böhlitz-Ehrenberg

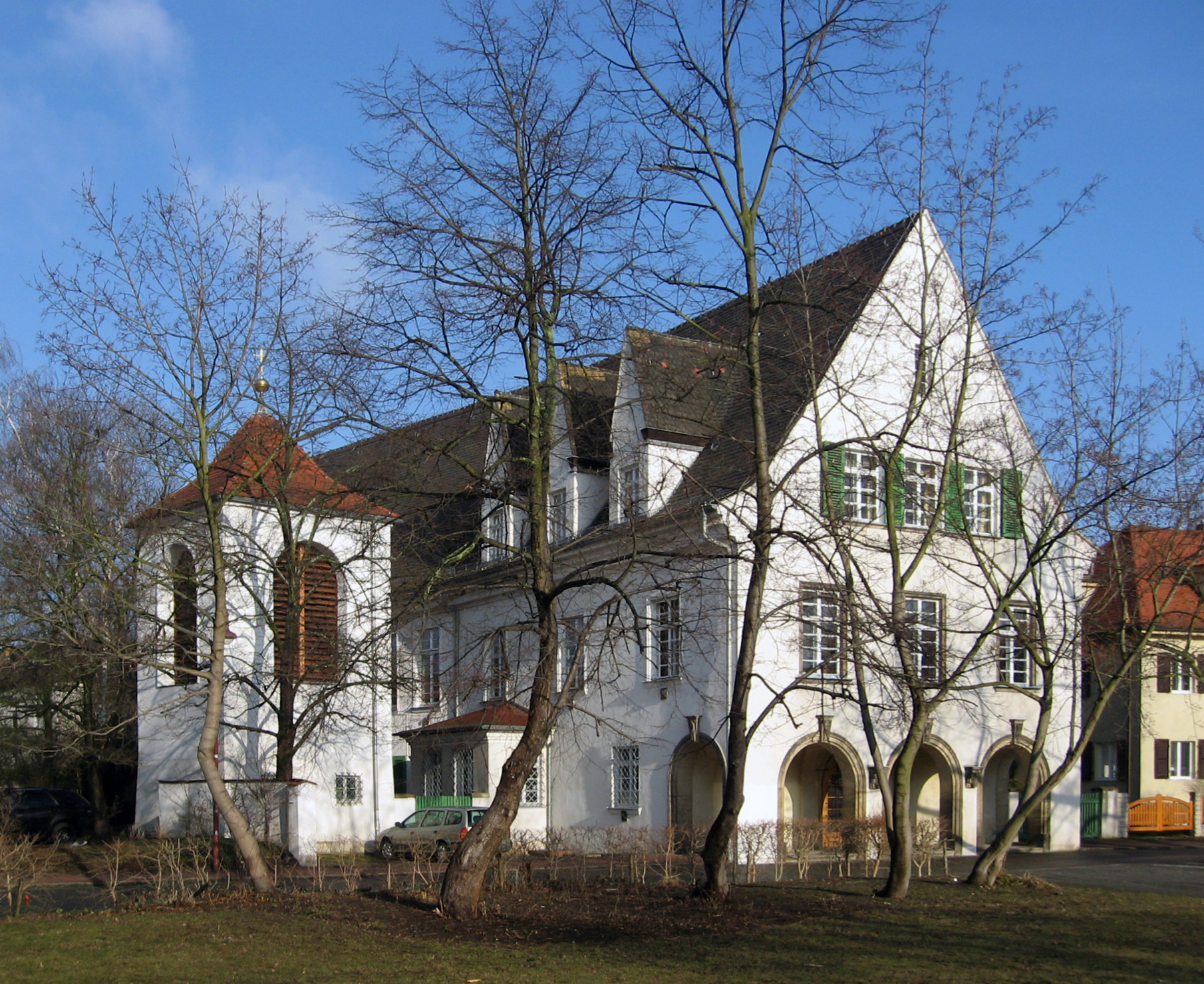
Gemeindehaus der evangelischen Kirche

Böhlitz-Ehrenberg ist ein Ortsteil im Stadtbezirk Alt-West von Leipzig. Er besteht aus den Stadtteilen Böhlitz und Ehrenberg.

## Lage
| Schkeuditz | Lützschena-Stahmeln                         |          |
| Dölzig     | Kompassrose, die auf Nachbargemeinden zeigt | Leutzsch |
|            | Burghausen, Rückmarsdorf                    |          |

Der Ortsteil umfasst die beiden Gemarkungen Böhlitz-Ehrenberg (mit den Ortslagen Böhlitz, Ehrenberg und Barneck) und Gundorf (mit dem alten Ortskern von Gundorf). Böhlitz-Ehrenberg liegt am westlichen Stadtrand von Leipzig und dehnt sich in Nord-Süd-Richtung etwa zwischen der Merseburger Straße (B 181) und dem nördlichen Auenwald aus. Im Süden schließen sich die Leipziger Ortsteile Burghausen und Rückmarsdorf an, stadteinwärts Leutzsch, im Norden durch den Auenwald getrennt Lützschena-Stahmeln. Im Westen grenzt die Gemarkung Gundorf an Dölzig, Ortsteil von Schkeuditz, Große Kreisstadt im Landkreis Nordsachsen.
Die alten Ortskerne der Dörfer Böhlitz und Ehrenberg lagen südlich an der jetzigen Alten Luppe; Böhlitz weiter westlich im Bereich der heutigen Straße Zur Sägemühle, Ehrenberg östlich davon entlang der Auenstraße östlich der heutigen Südstraße. Barneck befand sich an der Straße zwischen Ehrenberg und Leutzsch, etwa in der Mitte, in Höhe des neuen Bahnhofs Leipzig-Leutzsch.

## Geschichte

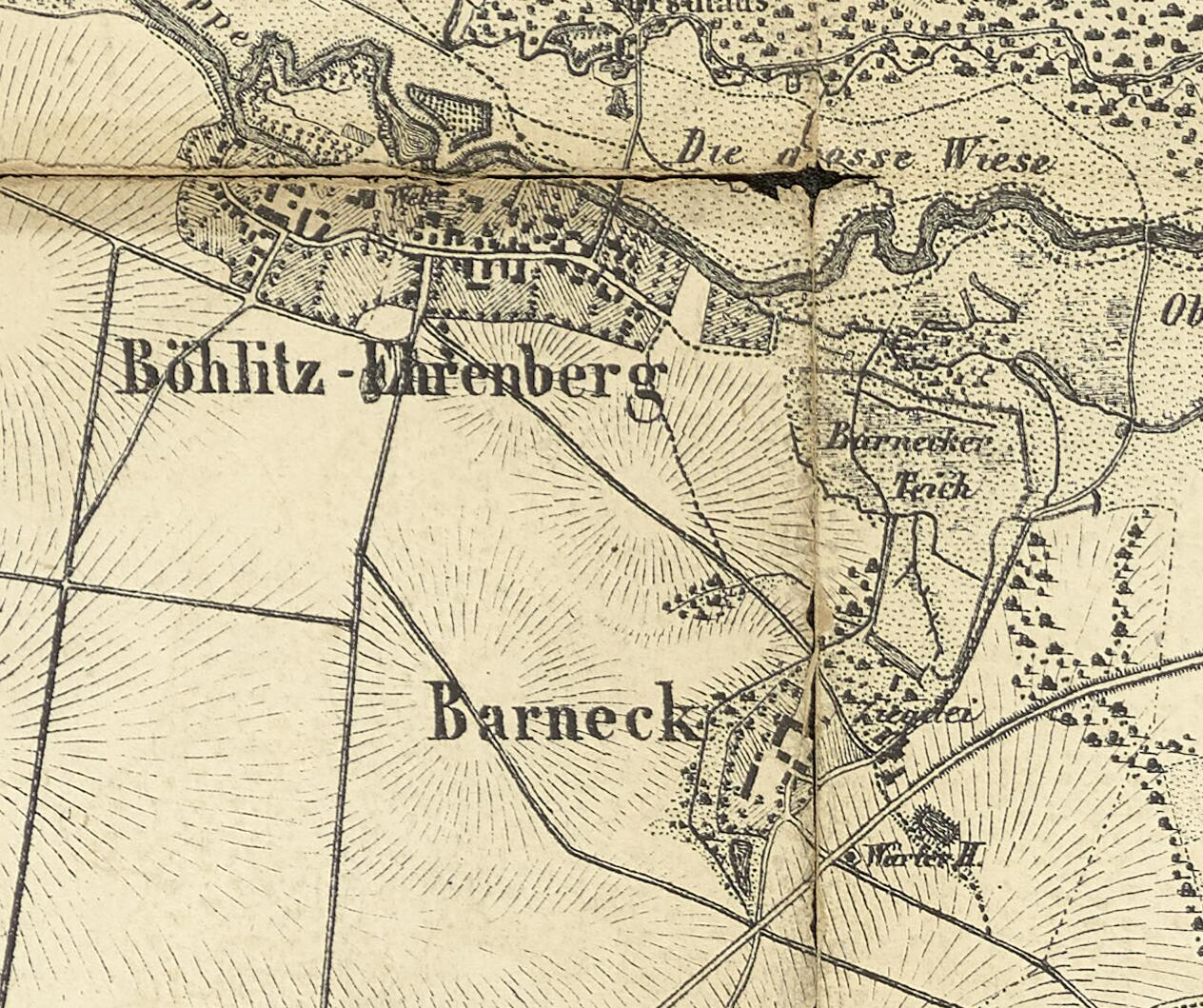
Böhlitz-Ehrenberg auf einer Karte von 1863

Die früheste bekannte Erwähnung des Dorfes Beliz findet sich in einer Urkunde des Peter-Paul-Klosters zu Merseburg aus dem Jahre 1091. Diese Urkunde verlieh dem Abt des Klosters die Rechte über Beliz, Gunthorp und Zscherneddel. Die Ortsnamen von Böhlitz selbst sowie den Orten der näheren Umgebung, z. B. Leutzsch, Lützschena oder Barneck weisen auf eine slawische Besiedlung hin. Ehrenberg hingegen ist wohl eine Gründung deutscher Siedler, die oft in der Nähe bestehender slawischer Siedlungen rodeten und eigene Orte gründeten.
1269 wurde die Vogtei (s. Punkt 1 unter Vogtei) über Guntdorf, Belic, Irrenberg und andere Orte vom Markgrafen Heinrich III. von Meißen dem Merseburger Bischof Friedrich überlassen. Während des Schmalkaldischen Krieges brannten im Jahre 1547 Truppen des ernestinischen Kurfürsten Johann Friedrich Böhlitz nieder. Das Peter-Paul-Kloster von Merseburg fiel schließlich im Jahre 1562 an den Kurfürsten August von Sachsen. 1631 wurde Böhlitz im Zuge des Dreißigjährigen Krieges von Truppen Tillys erneut eingeäschert.
Böhlitz und Ehrenberg gehörten zu den vier Abteidörfern im hochstift-merseburgischen Amt Schkeuditz, das seit 1561 unter kursächsischer Hoheit stand und zwischen 1656/57 und 1738 zum Sekundogenitur-Fürstentum Sachsen-Merseburg gehörte. Durch die Beschlüsse des Wiener Kongresses wurde der Westteil des Amts Schkeuditz im Jahr 1815 an Preußen abgetreten. Böhlitz und Ehrenberg verblieben mit dem Ostteil beim Königreich Sachsen und wurden dem Kreisamt Leipzig angegliedert.
Die Vereinigung der beiden Orte zur Gemeinde Böhlitz-Ehrenberg wurde im Januar 1839 beschlossen. Am 22. April 1839 wurde in der Böhlitzer Schenkwirtschaft der erste Gemeinderat gewählt. Außerdem wurde der Name Böhlitz-Ehrenberg festgelegt, und das Gemeindesiegel bestimmt.

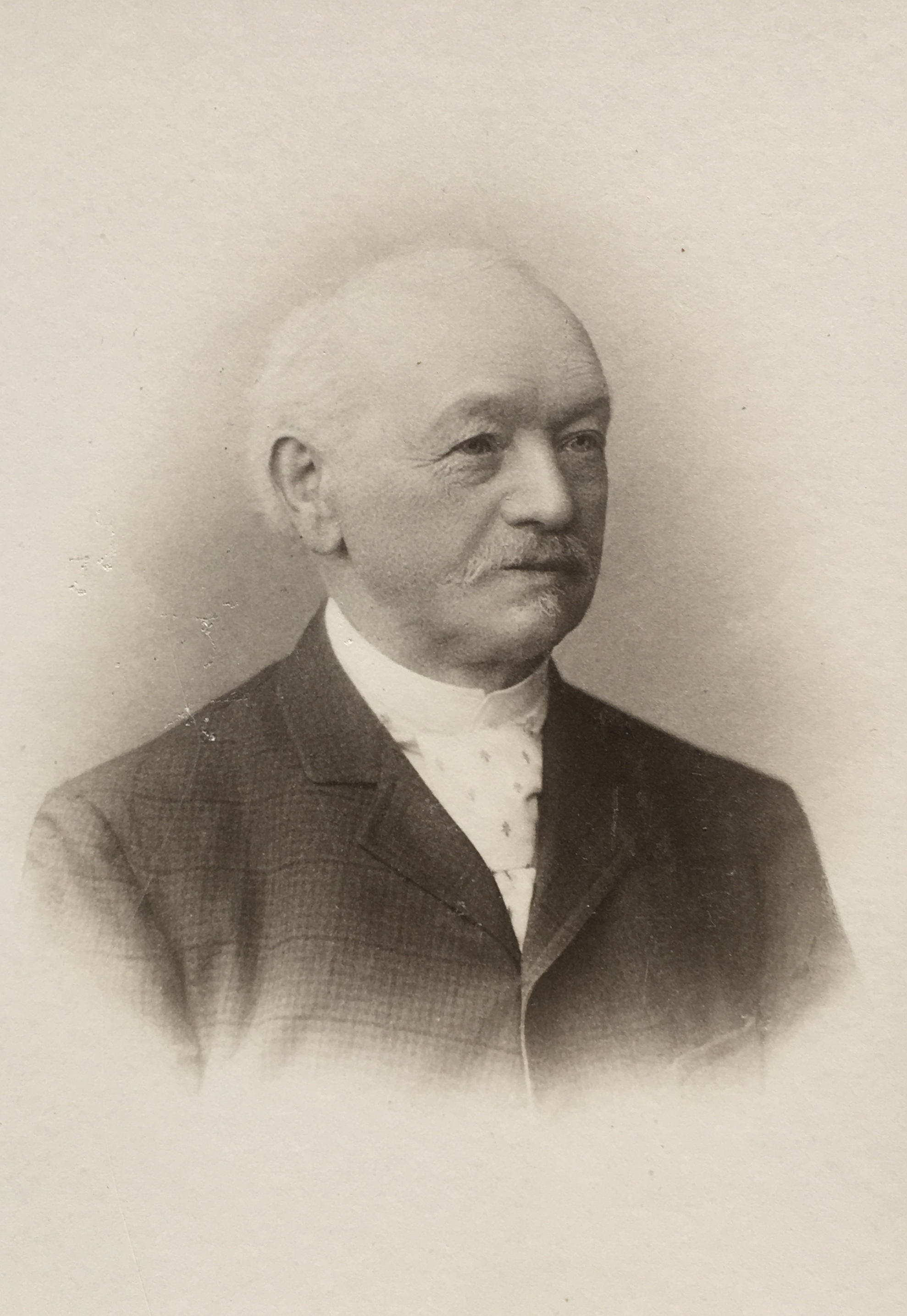
Franz Schlobach

Bis zum Ende des 19. Jahrhunderts behielt der Ort seinen ländlichen Charakter. 1846 übernahm Franz Schlobach die seit dem 13. Jahrhundert bestehende Böhlitzer Getreide- und Ölmühle in Böhlitz-Ehrenberg und wandelte sie in ein Säge- und Furnierwerk um, das er bald darauf mit Dampfturbinen ausgerüstete. Sein Unternehmen war ein früher Vorbote späterer industrieller Entwicklungen. Mit dem Bau und der Inbetriebnahme der Thüringer Bahn 1849 wurde der Industrialisierung Vorschub geleistet. Bereits um 1860 war das Schlobach'sche Sägewerk eines der größten Deutschlands, das die bestgeschnittensten Furniere herstellte. Franz Schlobach war von 1878 bis 1883 Gemeindevorstand in Böhlitz-Ehrenberg.
1877 wurde eine Dampfziegelei in Böhlitz-Ehrenberg gegründet. 1900 erwarb Carl Hinné ein Areal und gründete eine Schleifscheibenfabrik. Es folgten 1903 die Eröffnung einer Armaturen- und Metallwarenfabrik durch Otto Schaaf sowie 1908 die Firma Koch & Schilling, die Schuhteile fertigte. 1906 war bereits der Umzug der fünf Jahre zuvor in Plagwitz gegründeten Reform Motoren-Fabrik nach Böhlitz-Ehrenberg abgeschlossen, aus der 1948 der VEB Dieselmotorenwerk Leipzig wurde. 1910/11 wurde in der heutigen Ludwig-Hupfeld-Straße die Pianofortefabrik errichtet, in der die Ludwig Hupfeld AG Klaviere und Klavier-Abspielapparate baute. Während des Zweiten Weltkrieges wurden hier Flugzeugkomponenten gefertigt. Nach Kriegsende enteignet, hieß das Werk VEB Leipziger Pianofortefabrik, später Deutsche Pianounion Leipzig.

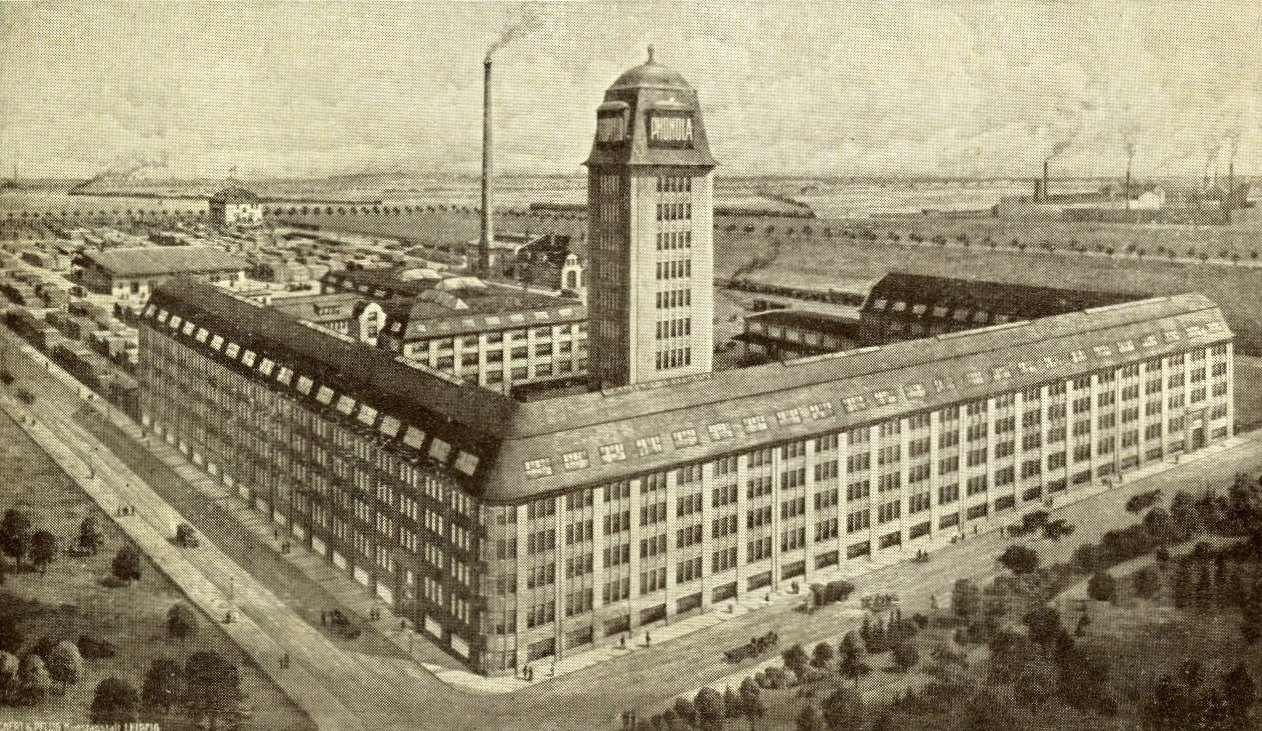
Hupfeld-Fabrik 1911

1890 wurde die Freiwillige Feuerwehr gegründet, die im Dezember 2007 ihr neues Feuerwehrhaus in der Schönauer Landstraße bezog.
Durch den hohen Personalbedarf der neu entstehenden Betriebe entwickelte sich eine rege Bautätigkeit. Durch die Beschränkung der Gebäudehöhe auf zwei Etagen (zu denen noch der mitunter auch mit Wohnungen versehene Dachstuhl kam) wurde das Entstehen düsterer „Mietskasernen“ unterbunden. Der Böhlitz und Ehrenberg trennende Bach namens Biela wurde verrohrt. In den 1930er Jahren entstand im Süden Böhlitz-Ehrenbergs die sogenannte „Randsiedlung“, an deren nach verschiedenen Vogelarten benannten Wegen Doppelhäuser gebaut wurden.
Einen Straßenbahnanschluss nach Leipzig erhielt Böhlitz-Ehrenberg im Mai 1907, nachdem Grundbesitzer über 60.000 Mark für den Bau einer Linie gespendet hatten. Die Wagen der Leipziger Außenbahn Aktiengesellschaft (LAAG) waren im Gegensatz zu den in Leipzig verkehrenden Buchstaben- und Nummernlinien mit symbolischen Kopfscheiben gekennzeichnet. Die von Leipzig (Fleischerplatz) über Böhlitz-Ehrenberg nach Gundorf führende Linie trug ein mit der Spitze nach oben zeigendes Dreieck, was der Bahn den Spitznamen „Meierkelle“ einbrachte.
Der Bau einer evangelischen Kirche war in den 1920er Jahren geplant worden, kam aber nicht zustande. Stattdessen wurde 1926/1927 ein Gemeindehaus mit freistehendem Campanile errichtet. Inzwischen ist das damals für die Kirche vorgesehene Areal neben dem Gemeindehaus am Johannes-Weyrauch-Platz anderweitig bebaut.
1931 erhielt der Ort Anschluss an die Bahnstrecke Merseburg–Leipzig. Von 1933 bis 1943 wurde am Südrand von Böhlitz-Ehrenberg der unvollendet gebliebene Elster-Saale-Kanal gebaut. 1934 erfolgte die Eingemeindung der Nachbargemeinde Gundorf, die fortan offiziell Böhlitz-Ehrenberg-West hieß. Damit hatte sich das Gebiet Böhlitz-Ehrenbergs bis an die sächsisch-preußische Grenze ausgedehnt. Die katholische St. Hedwig-Kirche in der Pestalozzistraße wurde 1953/54 errichtet.

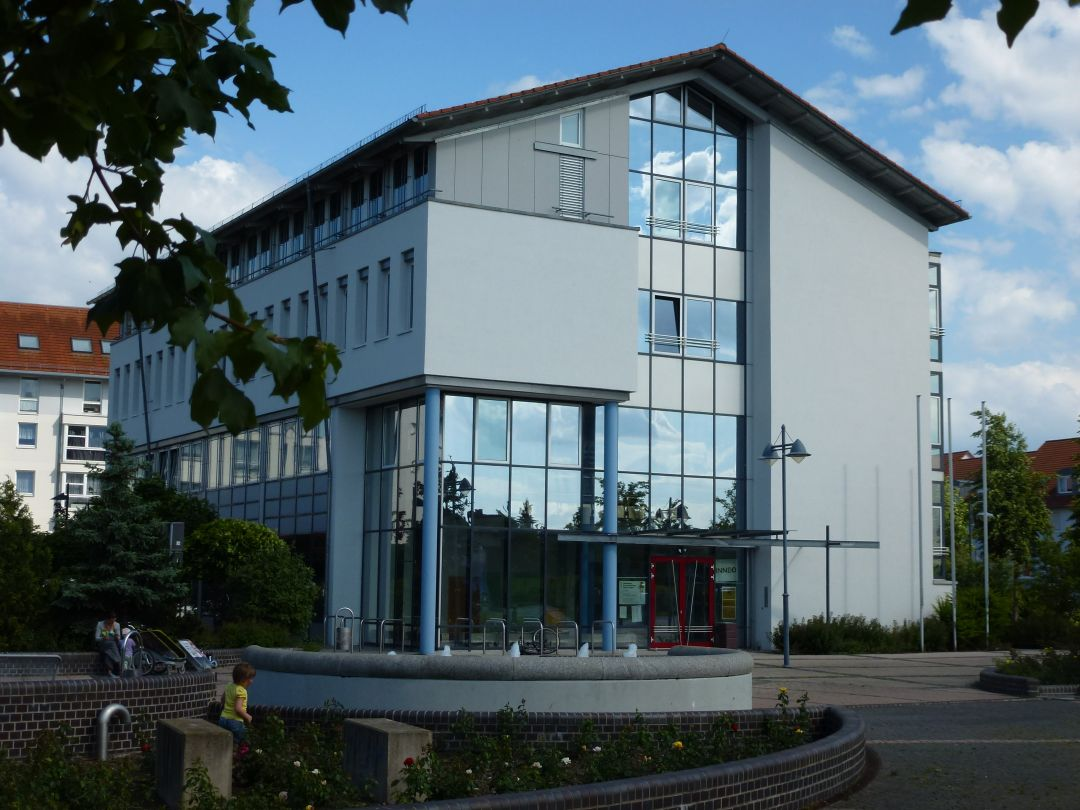
Verwaltungsgebäude im neuen Ortszentrum

Die Gemeinde beanspruchte, die größte Industriegemeinde der DDR gewesen zu sein. In den 1990er Jahren mussten viele der ansässigen Betriebe schließen, so 1998 das Dieselmotorenwerk. Ehemals zu Industriebetrieben gehörende Areale wurden zu Eigenheimsiedlungen (ehem. Holzveredlungswerk zwischen Kastanienallee und Schönauer Landstraße) oder wurden zur Schaffung von Einkaufsmöglichkeiten genutzt (so am Lessingplatz). Von 1993 an wurde auf ehemaligen Feldern ein neues Ortszentrum mit Wohngebäuden, Geschäften und einem Neubau für die Verwaltung errichtet.
Mit der Eingemeindung nach Leipzig endete die Eigenständigkeit von Böhlitz-Ehrenberg am 1. Januar 1999.

## Bevölkerung
| Jahr | Einwohner |
| ---- | --------- |
| 2000 | 09.079    |
| 2005 | 09.592    |
| 2010 | 09.847    |
| 2015 | 10.176    |
| 2020 | 10.191    |
| 2024 | 10.248    |

Stand: 31.12. des jeweiligen Jahres

## Politik
Bei den Wahlen zum Sächsischen Landtag gehört Böhlitz-Ehrenberg zum Wahlkreis Leipzig 7, bei Bundestagswahlen zum Bundestagswahlkreis Leipzig I (Wahlkreis 152).
Bei Kommunalwahlen besteht nicht nur Stimmrecht für den Leipziger Stadtrat, sondern auch für den Ortschaftsrat Böhlitz-Ehrenberg. Zusammen mit der Wahl der Stadträte findet in den Ortschaften die Wahl der Mitglieder der Ortschaftsräte statt. Der Vorsitzende wird als Ortsvorsteher alle fünf Jahre von den Mitgliedern des Ortschaftsrates gewählt, der Vorsitzende durch die Mitglieder des Ortschaftsrates.
Die Bundestagswahl 2021 führte bei einer Wahlbeteiligung von 76,8 % zu folgendem Zweitstimmenergebnis:
| Partei                | Böhlitz-Ehrenberg | Stadt Leipzig |
| --------------------- | ----------------- | ------------- |
| SPD                   | 23,8 %            | 20,9 %        |
| AfD                   | 19,6 %            | 13,3 %        |
| CDU                   | 19,3 %            | 14,0 %        |
| FDP                   | 12,1 %            | 10,1 %        |
| Bündnis 90/Die Grünen | 08,8 %            | 18,5 %        |
| Die Linke             | 07,7 %            | 13,7 %        |
| Sonstige              | 08,7 %            | 09,5 %        |

Städtepartnerschaft
Partnerstadt von Böhlitz-Ehrenberg ist Buchen in Baden-Württemberg.

## Sehenswürdigkeiten
- Schule

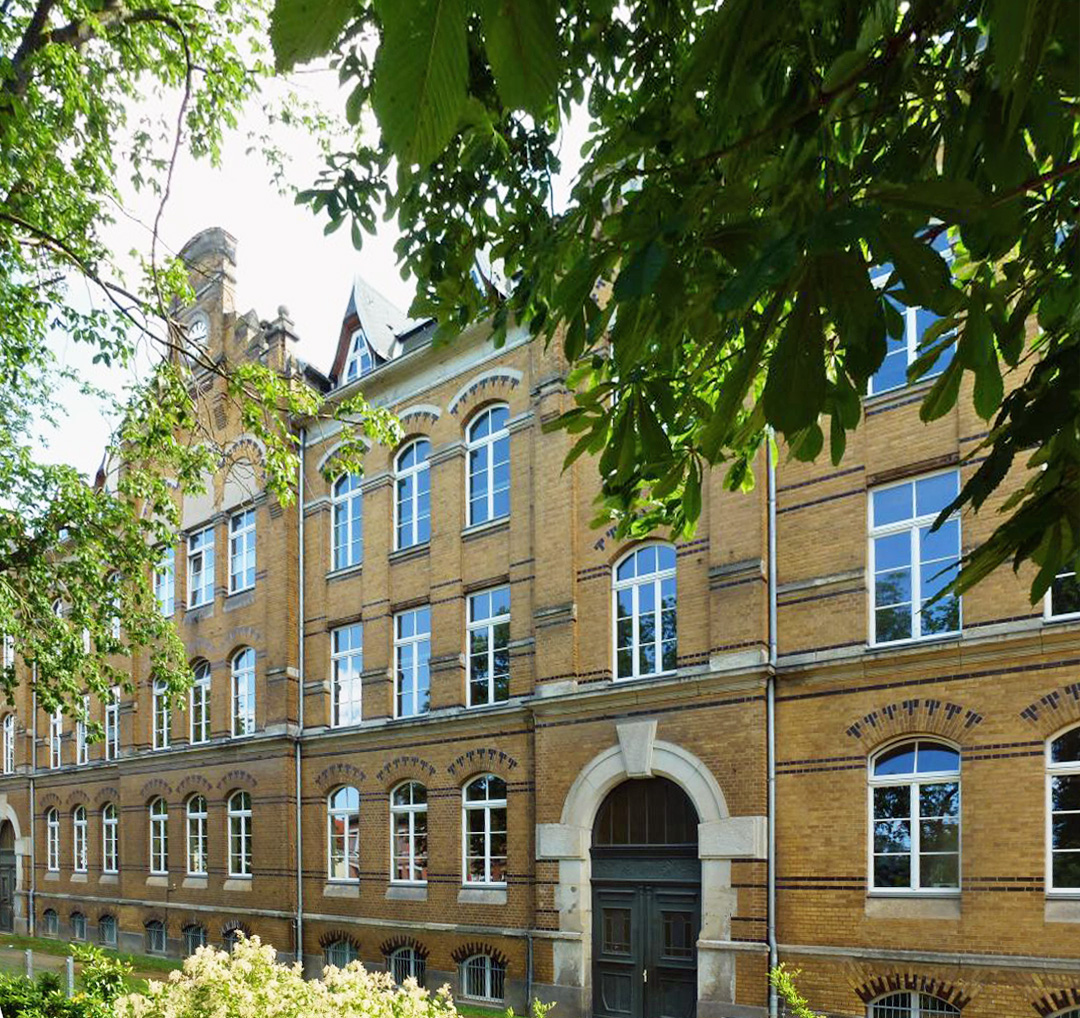
Pestalozzi-Schule

Im Jahre 1903 erfolgte der Bau eines neuen Schulgebäudes, nachdem das bisherige, später als Gemeindeamt genutzte Gebäude trotz mehrfacher Anbauten die wachsenden Schülerzahlen nicht mehr fassen konnte. Im Oktober 1903 wurde die neue Schule geweiht, und bereits 1912 wurde der Bau eines zusätzlichen Gebäudeflügels beschlossen. Dieser konnte im April 1914 eröffnet werden. Die ursprünglich in der zweiten Etage vorhandene Aula wurde später zu zwei Klassenzimmern umgebaut.
- Gemeindehaus

Das Gemeindehaus mit dem danebenstehenden Campanile geht auf Pläne des Architekten Walter Born zurück, dem der Kirchenvorstand den Vorzug gab, nachdem er in einem Wettbewerb gleich gut mit Albin Kurt Günther abgeschnitten hatte.  Der Bau ordnet sich in den für die Zeit typischen Reformstil ein und besitzt Anleihen der beginnenden Heimatschutzbewegung.
Das zweigeschossige Gebäude ist nach dem ersten Drittel leicht abgeknickt. Im hinteren Teil enthält es im ersten Stock den über die Gebäudebreite reichenden Betsaal mit einem Tonnengewölbe mit Längsstrukturen. Das Interieur des Betsaals wurde vom Leipziger Bildhauer Max Alfred Brumme gestaltet.  Aus den Fensterzwischenräumen wachsen in halber Höhe Säulen imitierende Vorsprünge, die durch expressionistische Stuckelemente abgeschlossen werden. Die Stirnseiten zieren figürliche Darstellungen, an der Altarseite eine Pietà, von Engeln flankiert, und an der Türseite ein zum Himmel aufstrebender Jesus über einer Personengruppe. In den Supraporten der Altarseite stehen Figuren der Heiligen Petrus und Paulus mit für das Art déco typischen Gewanddrapierungen. Der Altartisch wird von zwei Schnitzfiguren getragen. Ein Flügel ersetzt die Orgel.
- Wasserturm

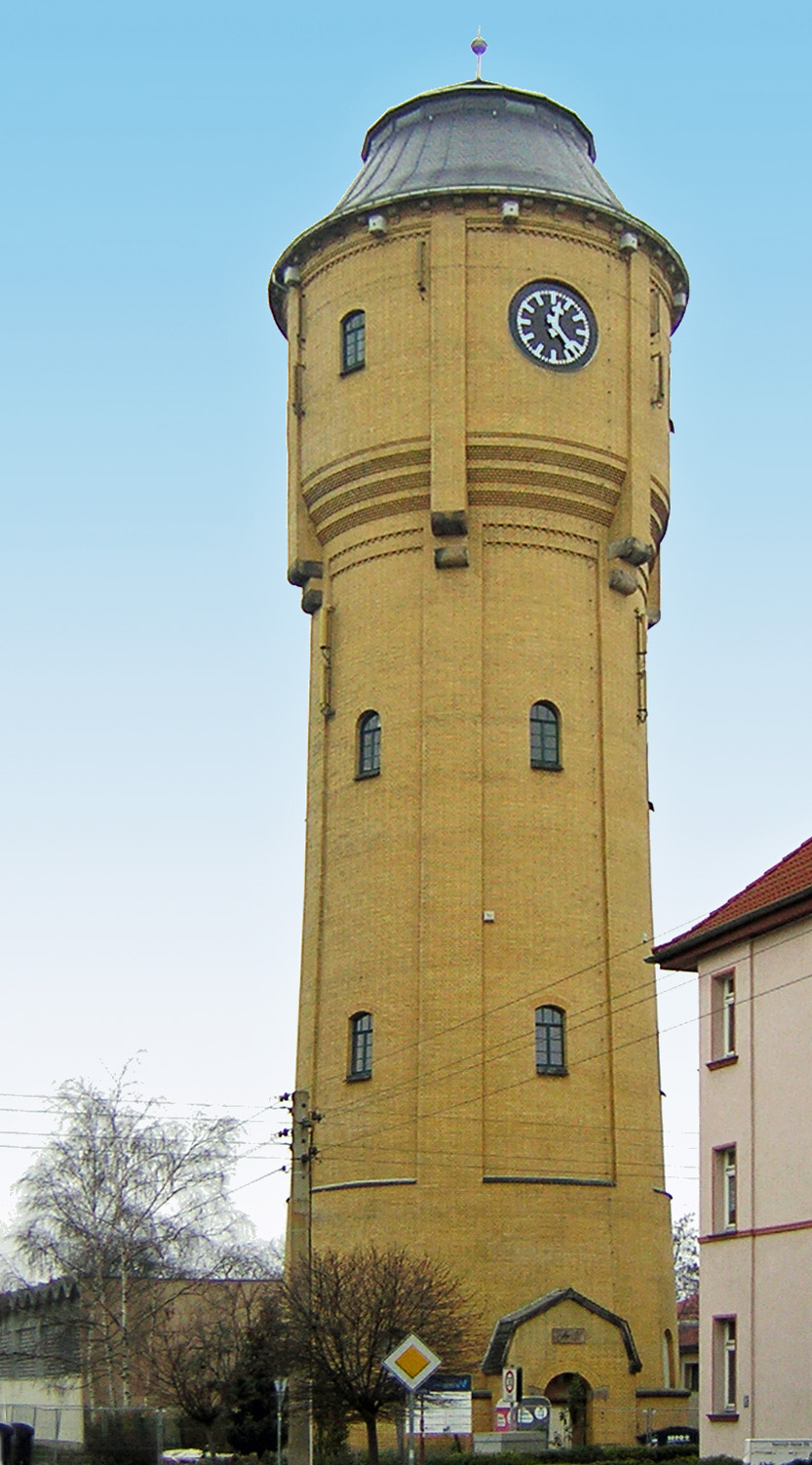
Wasserturm

Die zunehmende Bevölkerung machte Anfang des 20. Jahrhunderts eine zentrale Wasserversorgung notwendig, im Rahmen derer in den Jahren 1911/12 der Wasserturm errichtet wurde. Mit seiner Höhe von heute 54,60 m ist er das weithin sichtbare Wahrzeichen Böhlitz-Ehrenbergs und daneben auch einer der höchsten Wassertürme in Deutschland. Die Uhr des Turmes mit drei Zifferblättern wurde von Carl Hinné gespendet. Der Hochbehälter fasst bis zu 500 m³ Wasser und dient nach dem Anschluss der örtlichen Wasserversorgung an eine Hauptwasserleitung als Ausgleich für Verbrauchsspitzen sowie der Erhaltung eines gleichmäßigen Wasserdruckes. Die ursprünglich höhere Turmspitze fiel einer kurzzeitigen Beschießung des Turmes durch amerikanische Truppen gegen Ende des Zweiten Weltkrieges zum Opfer. Spuren der Beschießung waren bis zum Beginn der derzeit laufenden Sanierung auch an den Außenmauern zu erkennen. Die neue Spitze hat eine geringere Höhe als die ursprüngliche. Die Turmspitze wurde Ende Oktober 2006 neu aufgesetzt. Ende Dezember 2006 wurde die Sanierung der Außenfassade des Wasserturmes abgeschlossen.
- Waldbad

In den Jahren 1937/38 wurde im Norden Böhlitz-Ehrenbergs am Rande des Auenwaldes das Waldbad errichtet, das bald rege besucht wurde. 1959 wurde es wegen durch den hohen Grundwasserspiegel verursachter Schäden geschlossen und von 1963 bis 1966 saniert. Gegen Ende der 1980er Jahre traten erneut Risse in den Becken auf, und es hätte einer erneuten Sanierung bedurft, deren Finanzierung jedoch nicht gewährleistet war. 1990 wurde das Bad geschlossen und 1992/93 abgetragen sowie die Becken verfüllt. Ein Neubau-Projekt am gleichen Standort wurde nicht verwirklicht. Das Gelände ist heute eine Rasenfläche und teilweise mit Bäumen bepflanzt.
- Kirche Gundorf
- Schloss Gundorf

Gedenkstätten
- FIR-Gedenktafel im Bielagarten für alle Opfer des Faschismus
- Grabstätten und Gedenkstein auf dem Ortsfriedhof für sieben namentlich bekannte Personen aus der Sowjetunion und aus Polen, die während des Zweiten Weltkrieges nach Deutschland verschleppt und Opfer von Zwangsarbeit wurden

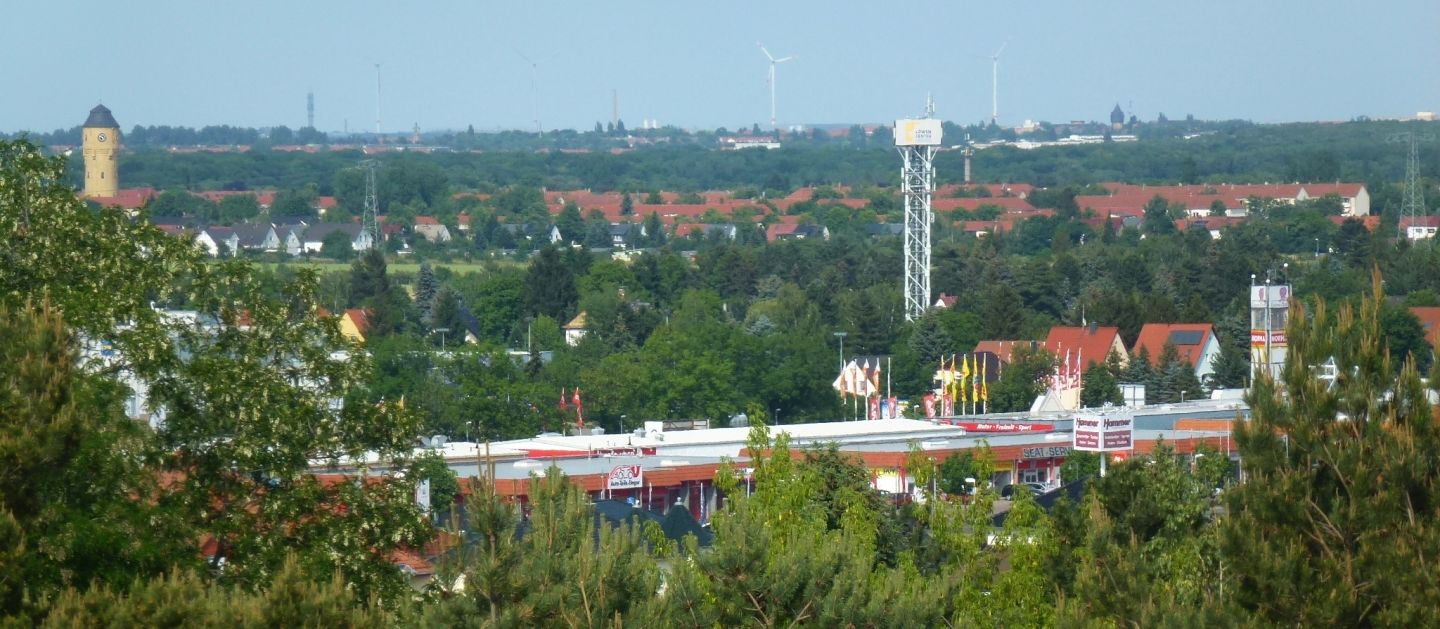
Blick vom Rückmarsdorfer Wasserturm auf Böhlitz-Ehrenberg
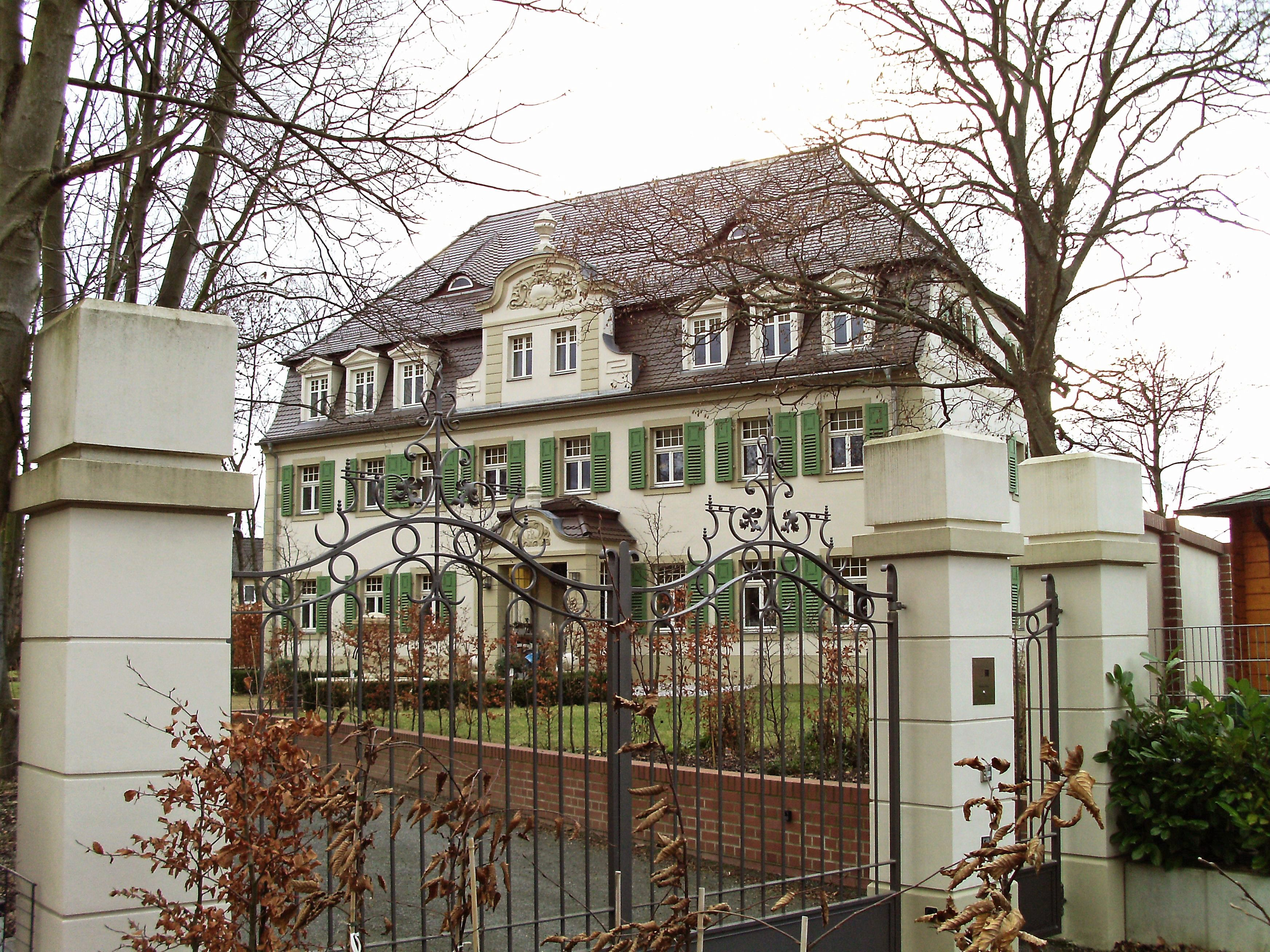
Gutshaus Barneck
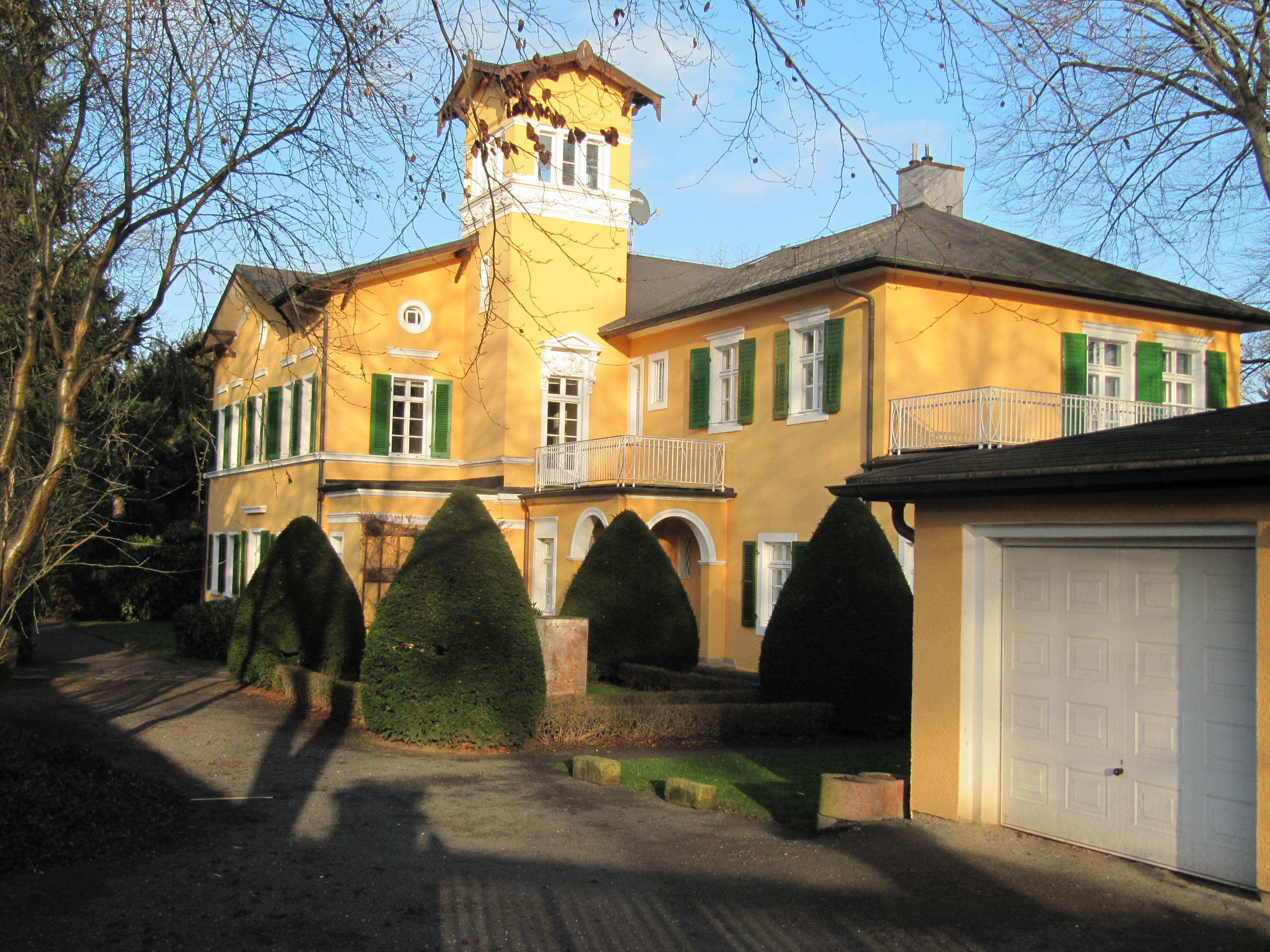
Schlobach-Villa in der Auenstraße
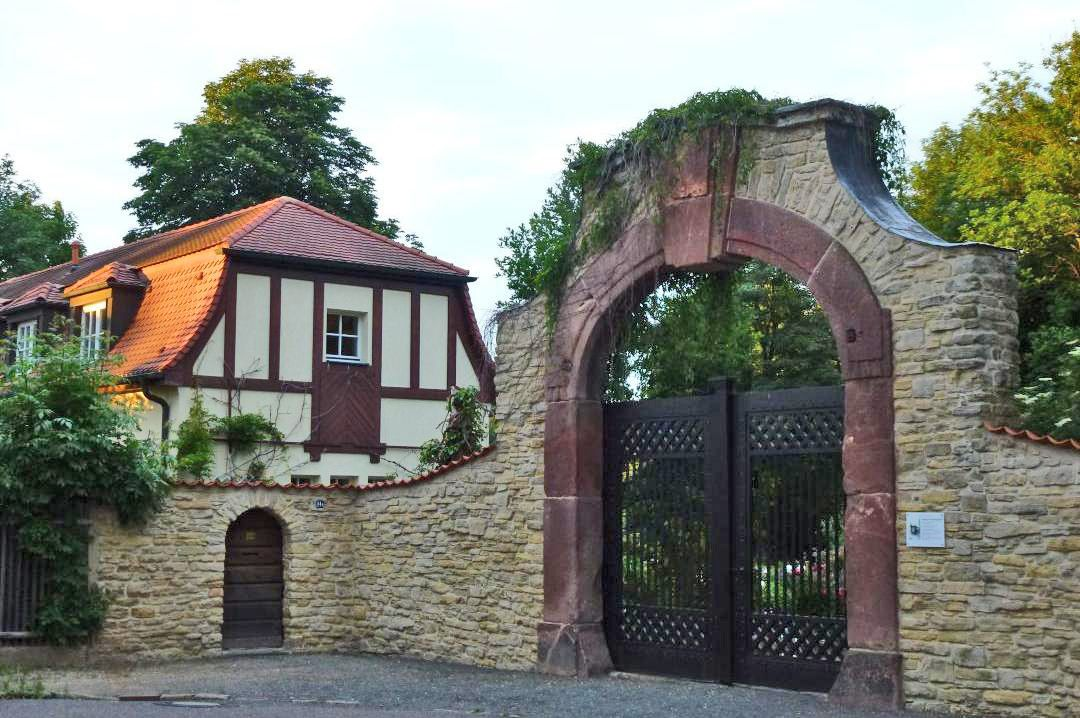
Torbogen des Johannishospitals in der Auenstraße
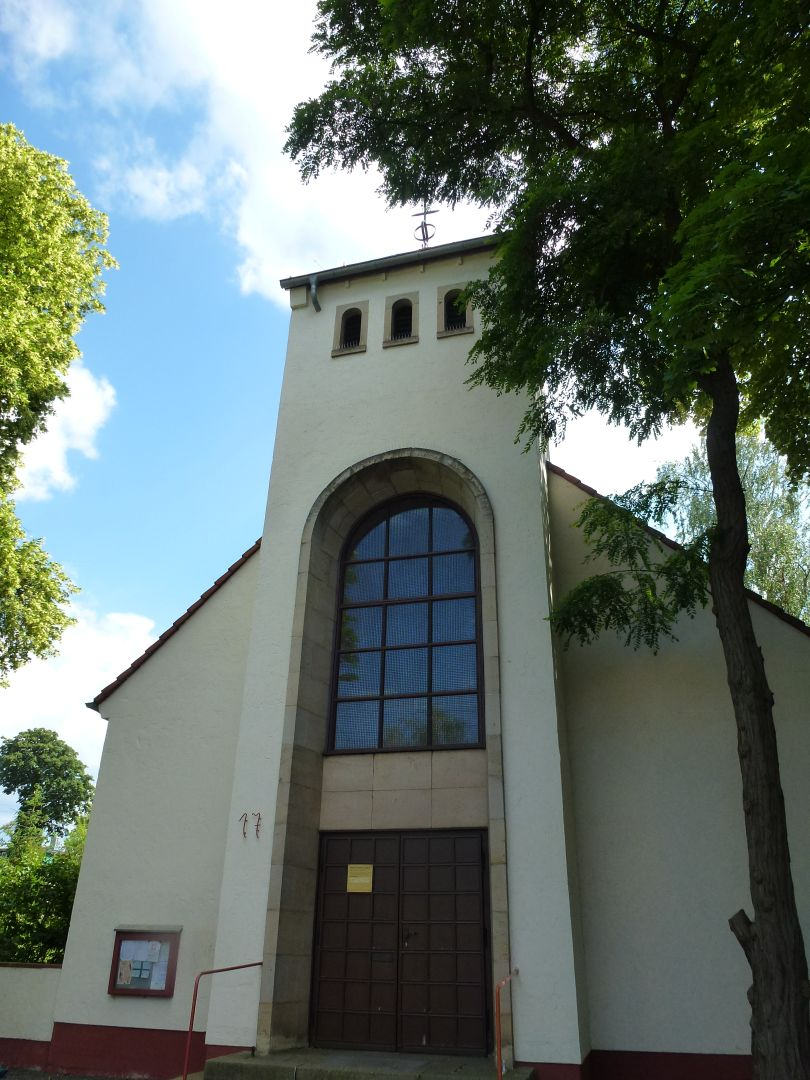
Katholische Kirche
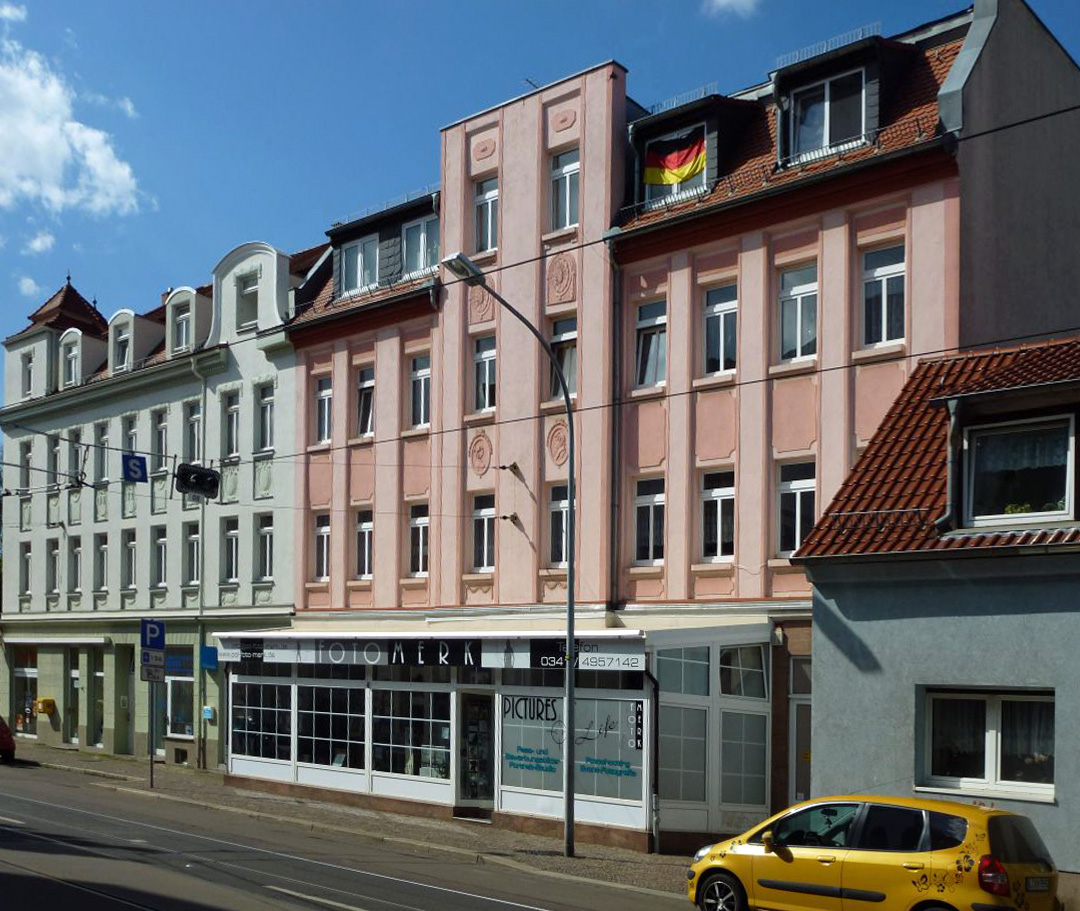
Rekonstruierte Wohnhäuser in der Leipziger Straße
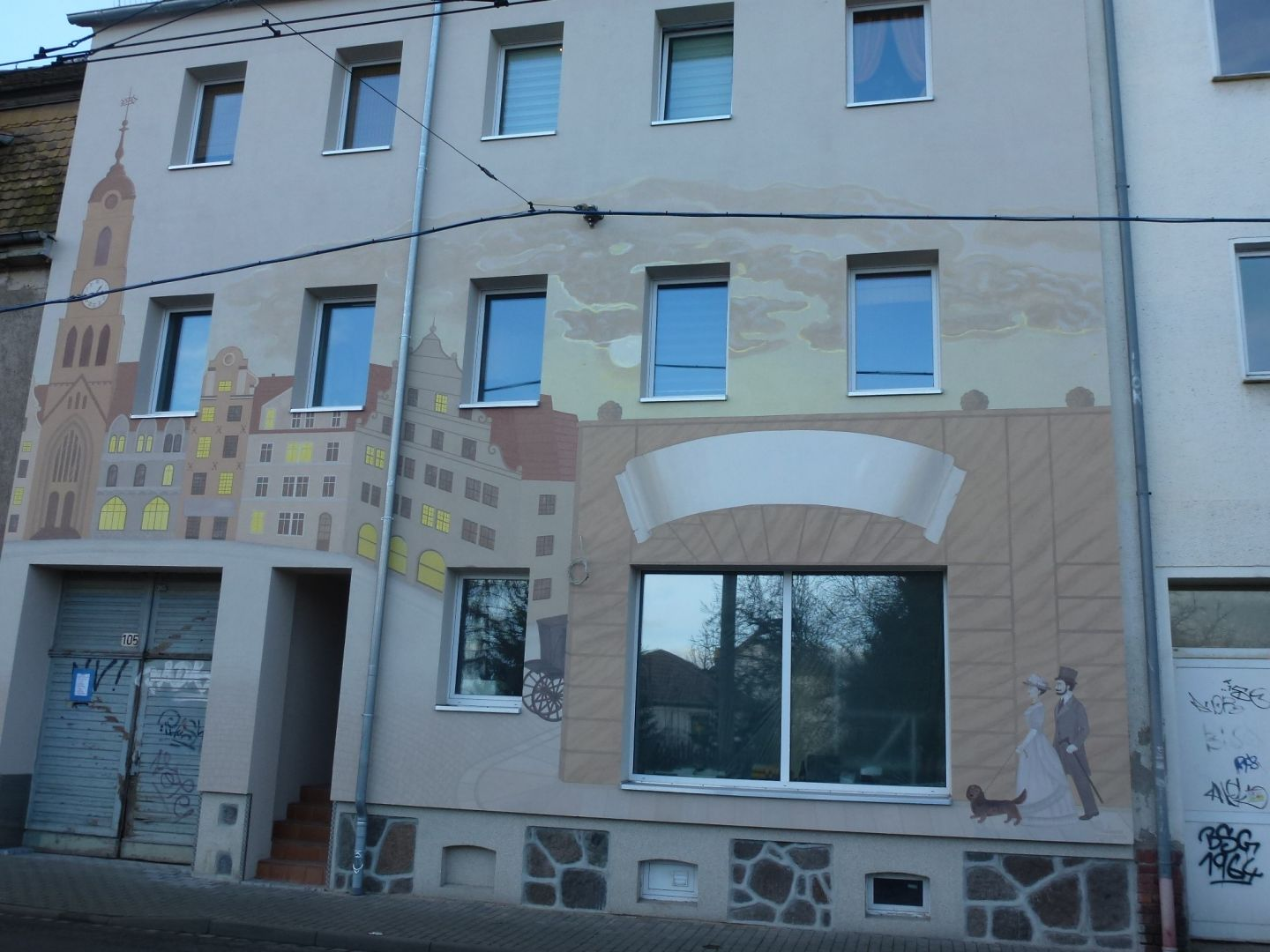
Wohnhaus in der Leipziger Straße
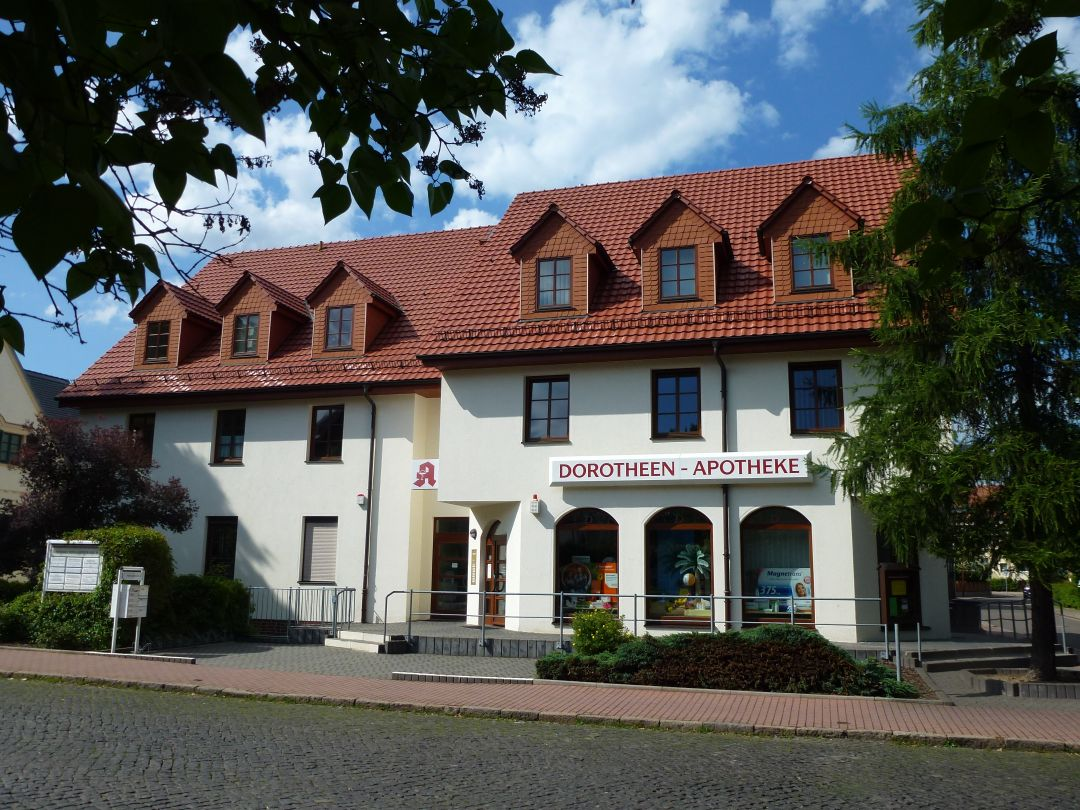
Ärztehaus
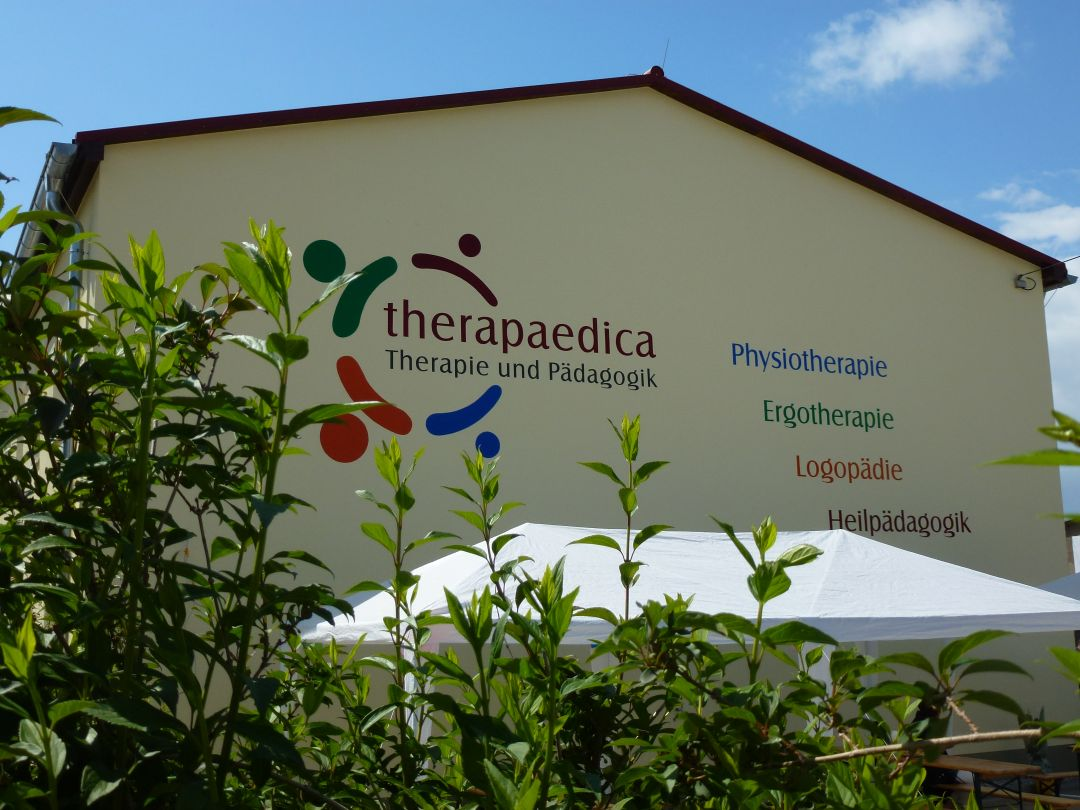
Frühförderstelle „therapaedica“
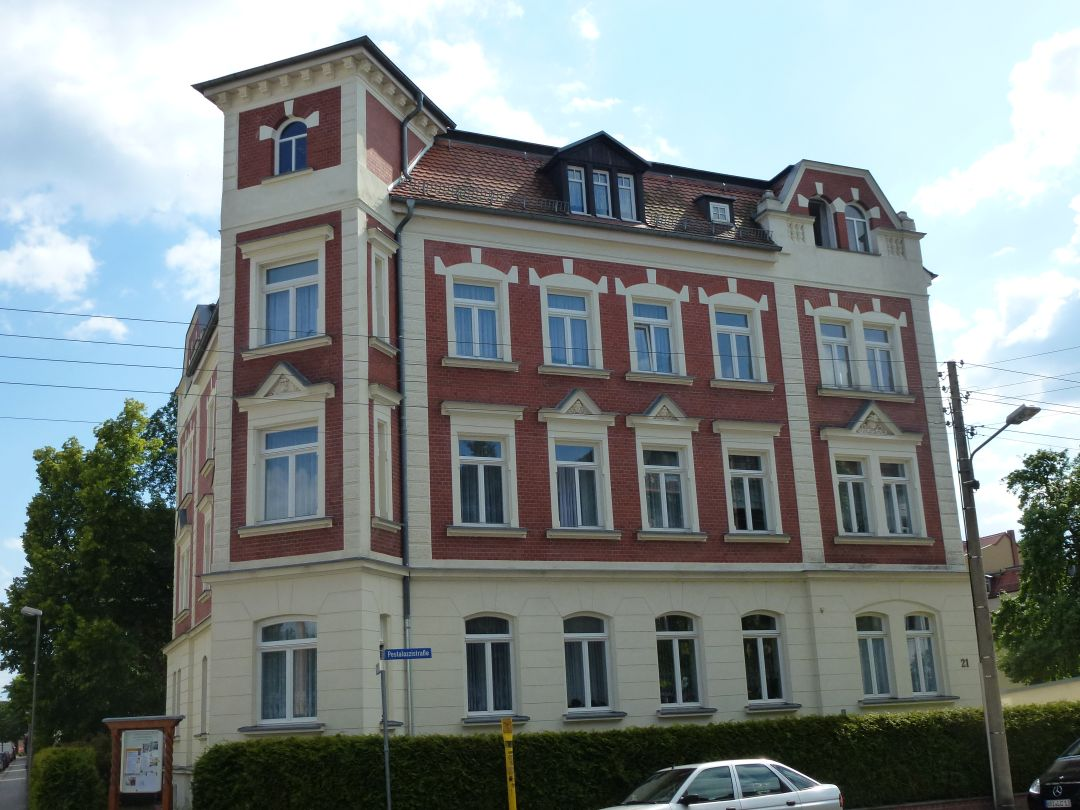
Wohngemeinschaft und betreutes Wohnen „Herbstzauber“
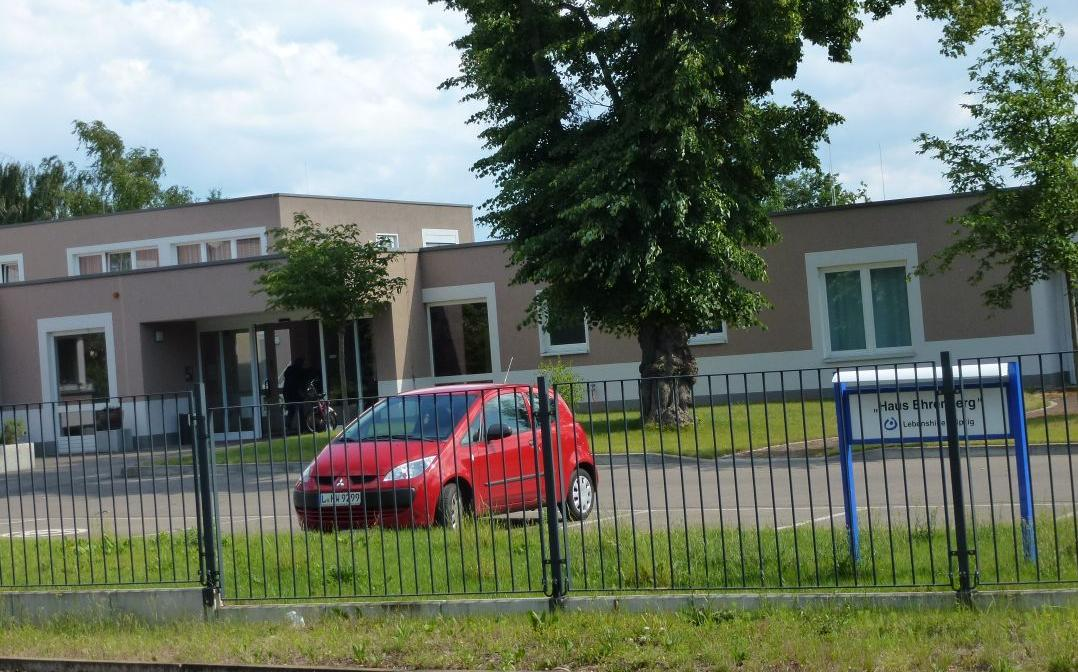
Heim der Lebenshilfe
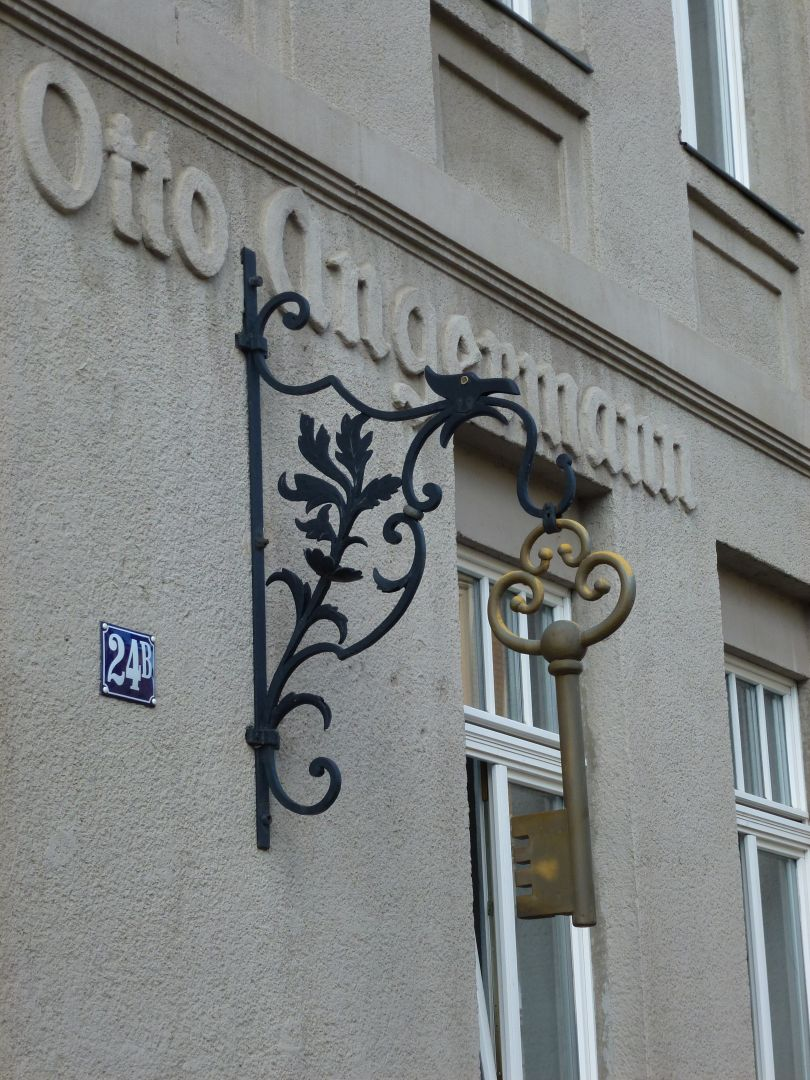
Zunftzeichen

## Wirtschaft und Infrastruktur

### Unternehmen

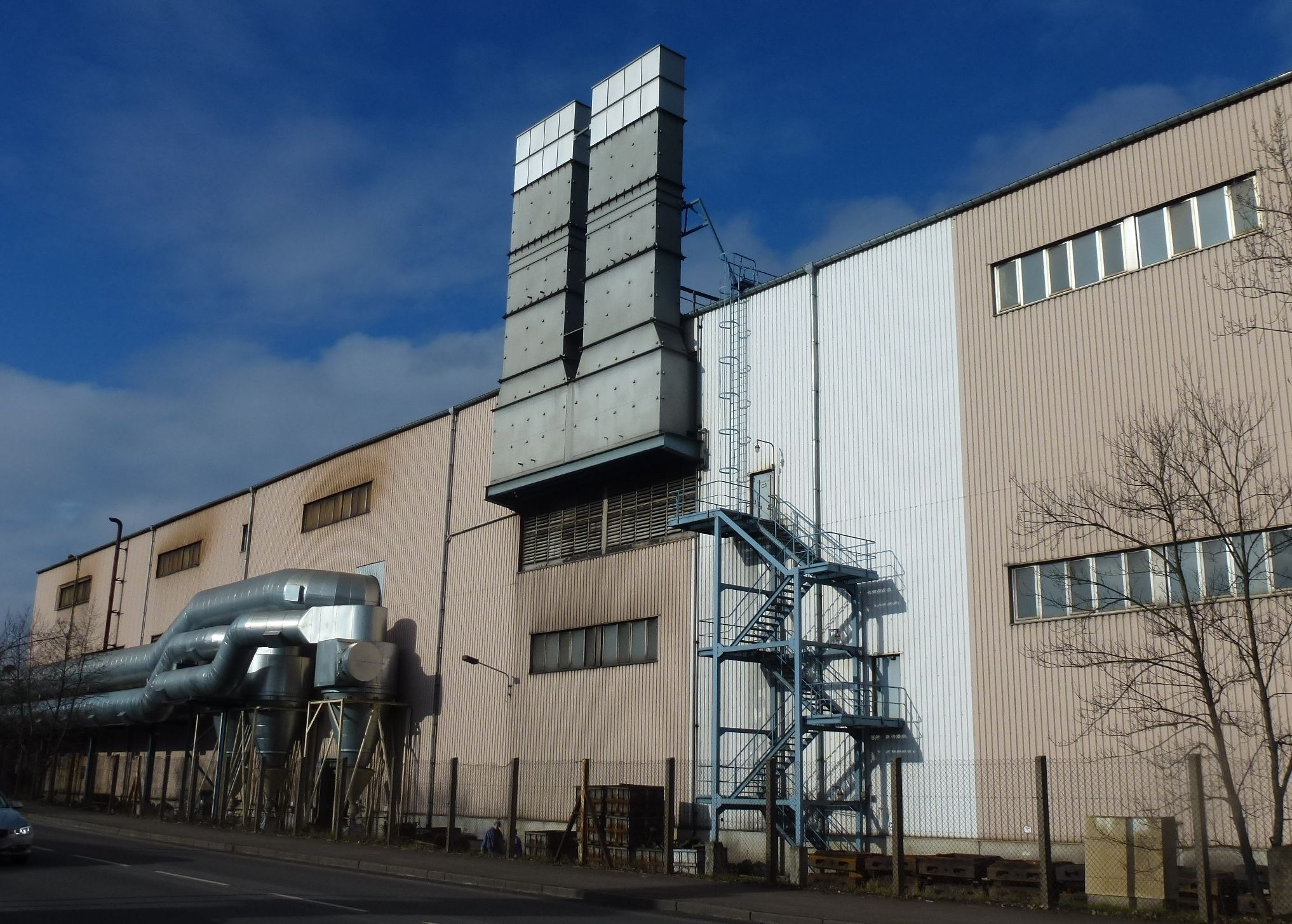
Ehem. Gießerei Halberg-Guss

Im Süden der Gemeinde wurde nördlich der B 181 von 1983 bis 1986 für das VEB Metallgusswerk Leipzig eine Gießerei durch ein japanisches Architekturunternehmen errichtet. 1992 wurde die Gießerei als Treuhand-Unternehmen Fahrzeugguss Leipzig GmbH geführt und 1993 von der Halberg-Guss übernommen. Die Gusswerke Leipzig haben Ende September 2020 die Produktion endgültig eingestellt. Aus dem Gießereigelände an der Merseburger Straße entwickelt die Hagedorn Unternehmensgruppe aus Gütersloh einen Gewerbepark.
- Kugel- und Rollenlagerwerk Leipzig (KRW)
- Schaltanlagenbau Leipzig Siemens AG
- Elektrotechnische Geräte Böhlitz-Ehrenberg GmbH

### Verkehr
Für Bahnreisende ist das Ortszentrum vom Leipziger Hauptbahnhof mit der Straßenbahnlinie 7 günstig zu erreichen, die in den Hauptverkehrszeiten im 10-Minuten-Takt verkehrt. Die Fahrzeit vom Hauptbahnhof bis zum Ortszentrum beträgt etwa 25 Minuten. Die Buslinie 62 verbindet den Ortsteil mit Lausen.
An der Nebenbahn Leipzig-Leutzsch–Merseburg verfügte Böhlitz-Ehrenberg bis zu deren Stilllegung 1998 über einen Haltepunkt im Ortsteil Gundorf. Dieser lag unmittelbar an der Grenze zu Burghausen. Seitdem ist Böhlitz-Ehrenberg mit der Bahn nur noch über den Bahnhof Leipzig-Leutzsch im Osten und den Haltepunkt Rückmarsdorf im Süden (an der Bahnstrecke Leipzig–Großkorbetha) zu erreichen. Alle drei Stationen haben eine periphere Lage.
Seitdem im Jahr 2012 die Verkehrsstation am alten Bahnhof Leutzsch in Höhe Rathenaustraße durch einen neuen Haltepunkt Leutzsch an der Georg-Schwarz-Straße ersetzt worden ist, hat sich der Weg zur Station für die meisten Einwohner verkürzt. Außerdem besteht nun eine direkte Umsteigemöglichkeit zur Straßenbahn.
Die Linie S1 der S-Bahn Mitteldeutschland verkehrt im 30-Minuten-Takt, die Regionalbahn nach Weißenfels, Naumburg (Saale) und Erfurt im Stundentakt.
Für den Individualverkehr ist Böhlitz-Ehrenberg über die A 9, Ausfahrt Leipzig-West, und von dort über die B 181 (Leipzig–Merseburg) zu erreichen.

### Schulen

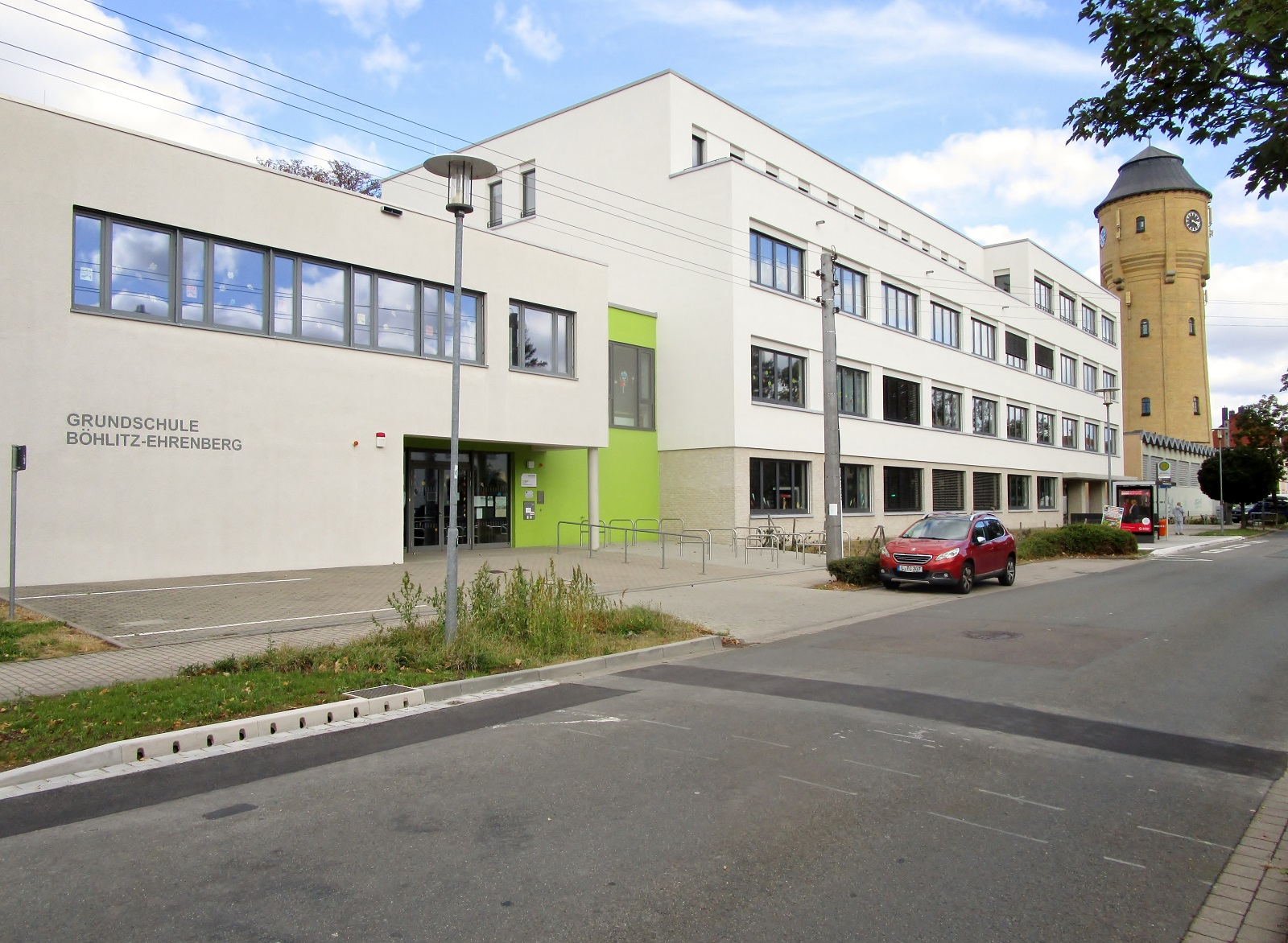
Neubau der Grundschule Böhlitz-Ehrenberg

Die Mittelschule befindet sich in dem über 100 Jahre alten Gebäude, für die mehrzügige Grundschule wurde 2014 ein Anbau fertiggestellt und 2023 ein Neubau eröffnet. Weiterhin gibt es in Gundorf eine traditionsreiche Grundschule. Die nächstgelegenen Gymnasien sind die Max-Klinger-Schule in Grünau sowie das Robert-Schumann-Gymnasium in Lindenau.

### Gesundheitswesen
Im Ärztehaus, aber auch an anderen Stellen arbeiten mehrere niedergelassene Ärzte. Die Frühförderstelle therapaedica wurde 2012 in Betrieb genommen.

### Sport

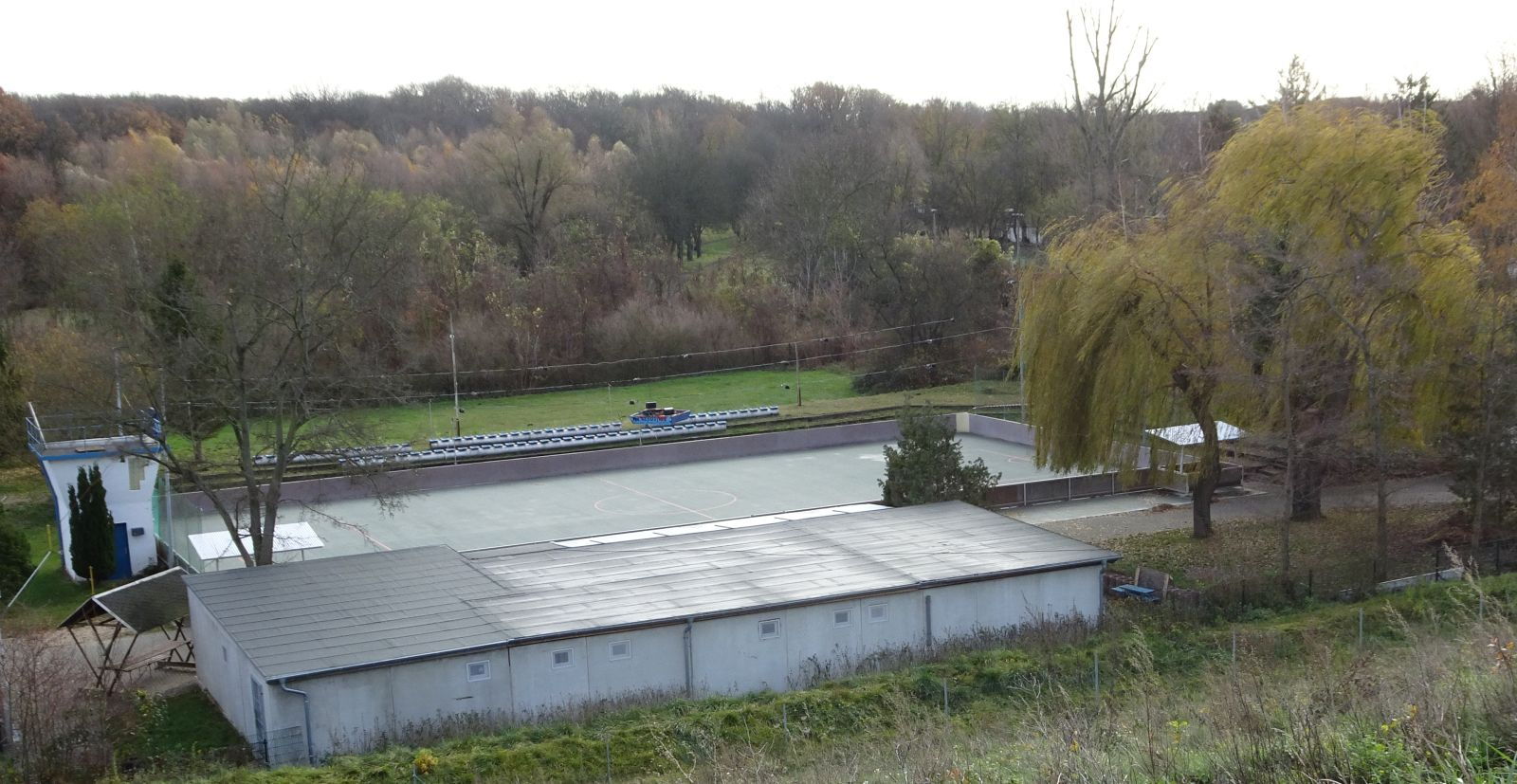
Rollhockey-Stadion

Der Rollhockeyclub Aufbau Böhlitz-Ehrenberg e. V. hat seine Spielstätte am Ende der Ludwig-Jahn-Straße. Der Club war mehrmaliger DDR-Meister und spielt in der 2. Bundesliga.

## Söhne und Töchter von Böhlitz-Ehrenberg
- Walter Schlobach (1875–1950), Unternehmer, Förderer der Gemeinde
- Curt Schiemichen (1889–1957), Architekt
- Hans-Joachim Diesner (1922–1994), Althistoriker
- Rolf Kralovitz (1925–2015), Schauspieler
- Herbert Wolf (1925–2022), Wirtschaftswissenschaftler
- Bettina Clausen (1941–2018), Literaturwissenschaftlerin
- Hinrich Feddersen (* 1944), Gewerkschafter